# 俄造M1909式762山炮

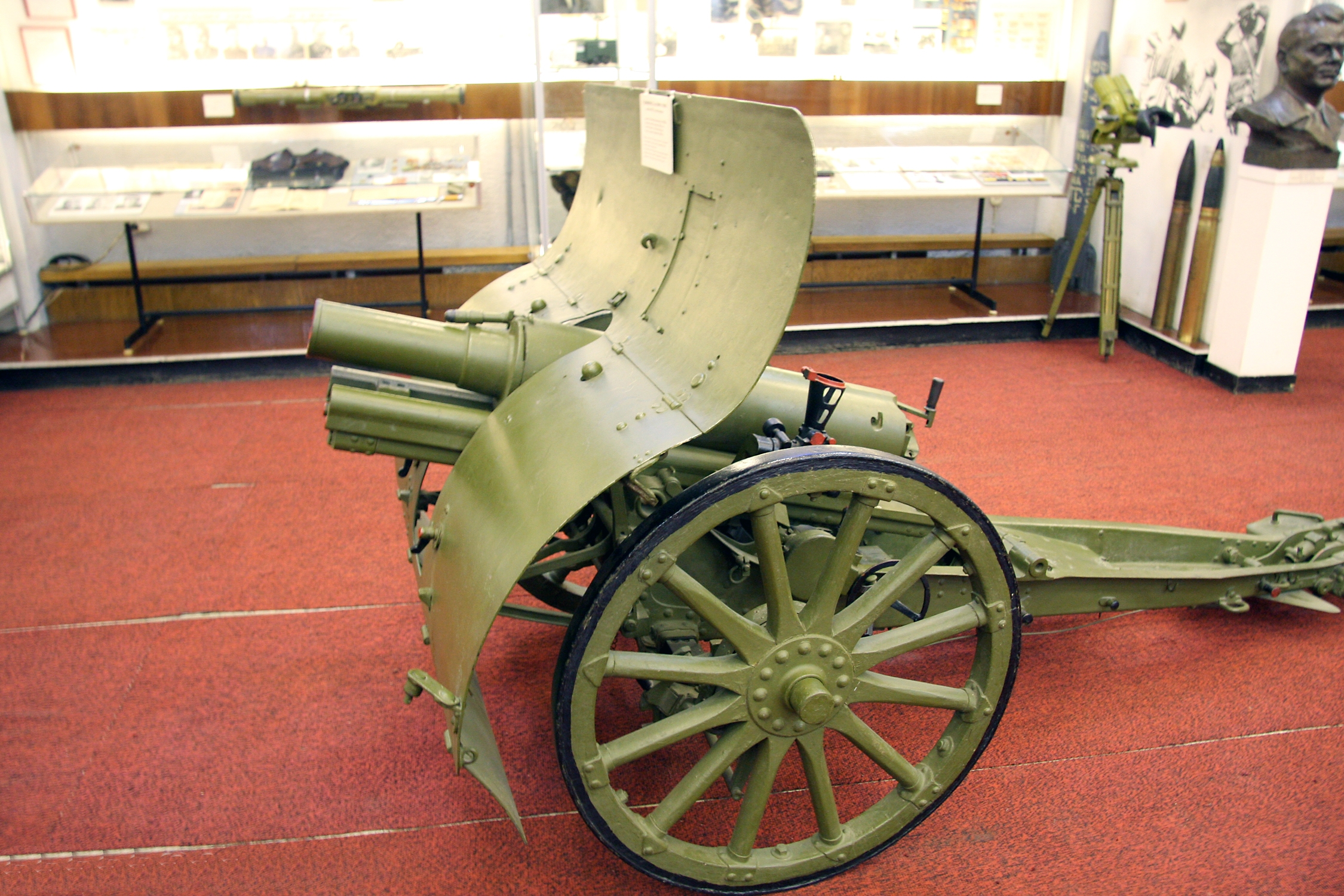
76毫米山炮

俄造M1909式762山炮是抗戰前期蘇聯援華主要火炮。

## 历史
由希臘炮兵少校Panagiotis Danglis於1893年独立設計，但希臘政府拒絕生產此砲。1905年Panagiotis Danglis找上法國施耐德-克鲁梭公司合作，1905年11月至1906年6月樣砲進入測試。1907年定型为75 mm Schneider-Danglis 06/09 。
俄羅斯在1908年知道此砲並引入與Škoda的山砲一同測試，雖然Škoda的山砲比較輕，但本砲有更好的彈道性能與散熱性能，因此俄羅斯於1909年正式引入，並略為修改使用76.2 × 191 mm. R彈藥.

## 基本資料
- 口徑:76.2毫米
- 炮管長:1.258米
- 炮閂型式:螺式
- 炮架樣式:雙木輪單腳
- 制退復進形式:液體空氣式
- 方向射界:左右各2.25度
- 高低射界:低軸-6度至+18度 高軸至+28度
- 炮彈初速:381米/秒（新榴彈）388米/秒（舊榴彈）
- 最大射程:8.46公里（新榴彈）6.7公里（舊榴彈）

可以騾馬挽曳或大部分解為七部件馱負。